# Iohexol
L'iohexol est un produit de contraste commercialisé sous la marque Omnipaque. Il s'agit d'un polyol aromatique halogéné très soluble dans l'eau. Il est disponible dans le commerce à des concentrations allant de 140 à 350 milligrammes d'iode par millilitre. L'Omnipaque 350 est souvent utilisé comme produit de contraste lors des coronarographies.
L'iohexol est administré par injection intraveineuse afin de visualiser les vaisseaux sanguins par radiographie aux rayons X (angiographie). Comme il est entièrement éliminé par voie urinaire, il est également approprié pour l'urographie intraveineuse et l'examen de la clairance rénale.
L'osmolalité de l'iohexol s'échelonne de 322 mOsm/kg — environ 1,1 fois celle du plasma sanguin — à 844 mOsm/kg, près de trois fois celle du sang ; malgré cela, il reste considéré comme un produit de contraste de faible osmolalité : celle de produits plus anciens, tels le diatrizoate, peut dépasser le double de cette valeur.
Il fait partie de la liste des médicaments essentiels de l'Organisation mondiale de la santé (liste mise à jour en avril 2013).